# La Porte close
Pour plus de détails, voir Fiche technique et Distribution.
La Porte close est un film marocain réalisé par Abdelkader Lagtaâ, sorti en 1998.

## Distribution
- Malika Rouimi
- Mireille Creisson
- Mohamed Zouheir